# Росс, Оливер
Оливер Росс (дат. Oliver Ross; родился 10 октября 2004) — датский футболист, нападающий клуба «Ольборг».

## Клубная карьера
Оливер Росс, как и его старший брат Матиас, родился в Ольборге и стал воспитанником клуба «Ольборг». В основном составе «Ольборга» дебютировал 31 августа 2021 года в матче Кубка Дании против клуба ФИУК. 20 марта 2022 года дебютировал в датской Суперлиге в матче против клуба «Брондбю». В июне 2022 года Росс подписал новый трёхлетний контракт с «Ольборгом».

## Карьера в сборной
Выступал за сборные Дании до 17, до 18 и до 19 лет.